# 广濑顺子
广濑顺子（日语：／ Hirose Junko，1990年10月12日—），日本女子柔道运动员。她曾代表日本参加2016年和2020年夏季残疾人奥林匹克运动会柔道比赛，获得一枚铜牌。